# 許登源
許登源（1937年9月21日—2009年3月31日）筆名何青，臺灣台南市人，中西文化論戰及保钓运動參與者，馬克思主義理論家，海外台灣左派運動的先驅。

## 生平
許登源天資聰穎，台南一中畢業後，考入台灣大學，修習哲學，於1960年畢業。以《普通辯論的邏輯觀念》為題（The Logical Concept of Ordinary Discourse）用英文發表畢業論文
。適逢蔣中正在台執政，不顧輿論反對，連任第三任總統，許親身目睹當時威權統治，包括雷震事件以及台灣大學哲學系教授殷海光被《中國季刊》圍勦。後來役畢後回台大任哲學系殷海光教授之助教，替殷教授上大一理則學的課。同時以獨立思考的能力參與中西文化論戰，在《文星雜誌》上發表文章，幫助李敖筆戰胡秋原、徐復觀等人抗詰政府對言論自由的鉗制。
1963年許登源留學美國同時得到哈佛大學、史丹福大學入學許可，他卻選擇加州大學柏克萊分校哲學研究所，有意師承邏輯經驗論的主要的理論家魯道夫·卡爾納普（R. Carnap）。不料卡爾納普正好退休，他只好去聽另外一個重要的理論大師阿爾弗雷德·塔斯基（A.Tarski）的課。修了一年卻發現都在修數學系的課，與他喜歡的哲學不同。此時正是1964年，剛好碰到中共發動了對蘇共的批判，中共的《九評蘇共》引起他的注意。他發現在台灣白色恐怖和反共教育下的環境長大的自己，以前從來沒有看到或是了解到關於馬克思主義的一些理論與實踐的問題，這對他產生了一個很大的震撼，所以他開始了關於馬克思主義的研究。正好碰上柏克萊有一個收集有很多中文書籍的亞洲圖書館，另外又有一個中國問題研究中心，裡面也有個圖書館，他開始對中國問題進行了有系統的研究，遍讀了圖書館裡面所有的資料，使他對整個馬克思主義的問題、中國革命問題有一個新的認識。又正好碰上是美國學生運動和反戰運動都在柏克萊開始，當時柏克萊的「自由言論運動」、「反越戰運動」以及「公民權利運動」，都風盛一時，對他也造成相當大的刺激。他開始組織左派讀書會。
1966年他轉麻塞諸塞大學修習電腦碩士學位，後任職紐約花旗銀行。他把時間用在三方面，一方面研究馬克思主義理論，一方面參與海外台灣左派運動，一方面從事銀行的專業工作，成為海外台灣左派運動的先驅。曾積極參與1970年開始的保釣運動。保釣運動後來即被左派所主導，於是右派的參與者（如馬英九等人）成立了反共愛國聯盟與其劃清界線。1970年代初，許登源曾與臺灣籍留學生合辦《臺灣人民》，因此曾被保釣左派誤會為有台獨思想。1972年11月，和妻子陈妙惠前往北京，与林盛中三人一同起草了《对台工作意见书》，受到副總理喬冠華的接見。
不久之後，《臺灣人民》發生統獨分裂，1974年3月刊行第八期之後開始拖刊，標誌著分裂的開始。同年12月發行的第九期以及1975年2月的第十期（最後一期）變成主張「兩岸無產階級聯合」的左翼統一派刊物。左雄等獨立派份子，稱最後兩期為「新臺灣人民派」
在1976年毛澤東死後，鄧小平的轉向，中國對社會主義的「特色化」，對許登源是一個很大的挑戰，他不得不重新思考台灣應該怎麼走，因此，他認為不能任隨中國對馬克思主義理論的詮釋牽著鼻子走，而須要能夠獨立思考台灣的問題。因而主張「不批判中國，台灣左派是死路一條」，確立了海外台灣左派運動以後的方向。在1970年代后半期与1980年代，繼續参加纽约全美台湾同乡会的活动。1981年創辦了《台灣思潮》雜誌。1987年《台湾思潮》、《台湾与世界》雜誌社和“台湾民主运动支援会”在美國舉辦“二二八事件”40周年纪念活动，邀請台灣民主自治同盟福建支部主委张克辉參加。1992年自花旗銀行退休，同年中華民國刑法第一百條也被修改，只要未使用暴力手段，異議人士可以自由回台參與台灣社會運動。於是許登源返台，窮盡一生所學，教導參與社會運動的年輕人研讀馬克思主義理論與《資本論》；他也參與反核四、赴美國在台協會抗議反對台灣米酒不合理漲價、反對高學費等運動等。曾应邀到台湾政治大学讲学，还在台创立了“《资本论》研究会”。2007年以何青為筆名出版《現代辯證法——〈資本論〉新說》，書中批判中國馬克思主義教育失敗，一般人民無法真正批判資本主義，當鄧小平提出讓少數人先富起來時，即盲目跟隨。2009年3月31日因心脏病在纽约去世。

## 著作
1. 許登源（1960年）《普通辯論的邏輯觀念》（The Logical Concept of Ordinary Discourse）台大畢業論文，指導教授為殷福生[3](即殷海光)
2. 許登源（1962年）《從超越前進到狂妄》《文星》雜誌第54期[1]
3. 許登源（1962年）《談人身攻擊》《文星》雜誌第61期[1]
4. 許登源（1962年？）《封面人物介紹－魯道夫‧卡納普（R. Carnap）》《文星》雜誌[6]
5. 何青（2007年）《现代辩证法——〈资本论〉新说》．台灣：台灣《資本論》研究會（秀威代理）．ISBN 978-986-83892-0-5．  [8]

## 家庭
姐姐許鑾鶯，妻子陳妙惠，兒子許思台。